# Demonoid (website)
Demonoid is een BitTorrent-website met een forum waar o.a. over filesharing kan worden gediscussieerd. De site ondervond periodiek langdurige uitvaltijd vanwege de incidentele noodzaak om de server te verplaatsen, meestal veroorzaakt door lokale politieke druk op de ISP. Na het overlijden van oprichter Deimos in augustus 2018 werd de toekomst van de site onzeker. Op 17 februari 2019 werd officieel bekendgemaakt dat het eigendom op de site demonoid.pw was vervallen.
Op 11 juli 2019 werd er op de site dnoid.to een bericht gepost dat daar een soort replica van Demonoid was gebouwd, dankzij de voormalige stafleden van Demonoid.
De servers van de oorspronkelijke website stonden in Oekraïne, terwijl het beheer vanuit Mexico gebeurde. De website werd op 25 juli 2012 buiten werking gesteld door een DDoS-aanval, gevolgd door het uit de lucht halen van de website door de Oekraïense overheid. Demonoid gebruikte het domein demonoid.me. Sinds 29 maart 2014 is de website weer online, echter nu via het domein demonoid.ph.
Google blokkeerde de website op 8 mei 2014 middels Google Safe Browsing. Volgens Google verspreidt de website malware. De beheerders van Demonoid beweren dat de malware via externe advertenties wordt verspreid.